# Cochemiea guelzowiana
Cochemiea guelzowiana es una especie de planta suculenta perteneciente al género Cochemiea, dentro de la familia Cactaceae. Es endémica de México (concretamente de los estados de Durango, Coahuila y Nuevo León) y anteriormente se le conocía como Mammillaria guelzowiana.

## Descripción

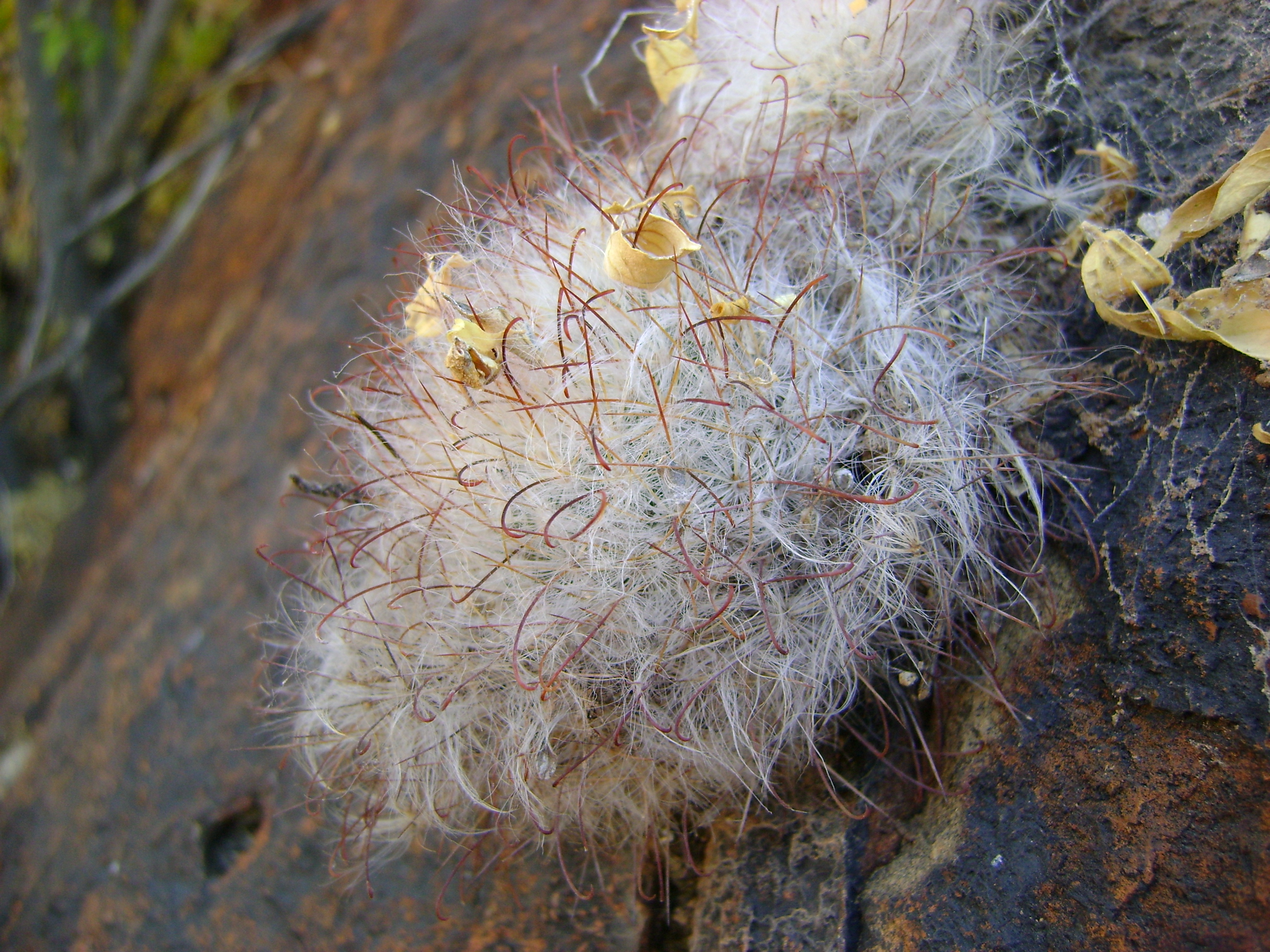
Vista de la planta

Cochemiea guelzowiana es una especie de cactus que aunque inicialmente crece de forma individual, posteriormente forma grupos. Los tallos son esféricos con el ápice hundido, pudiendo alcanzar hasta 7 cm de altura y de 4 a 10 cm de diámetro.
Los tallos están cubiertos de tubérculos carnosos y blandos con forma cónica a cilíndrica, dispuestos en espiral, no contienen savia lechosa (látex) y poseen axilas (espacio que hay entre los tubérculos) desnudas. Sobre ellos se asientan areolas que tienen de 1 o 6 espinas centrales en forma de aguja, de color marrón rojizo a amarillento, de entre 0,8 y 2,5 cm de largo, siendo una de ellas generalmente ganchuda. También hay de 60 a 80 espinas radiales retorcidas, de color blanco parecidas a pelos y de 1,5 cm de longitud.

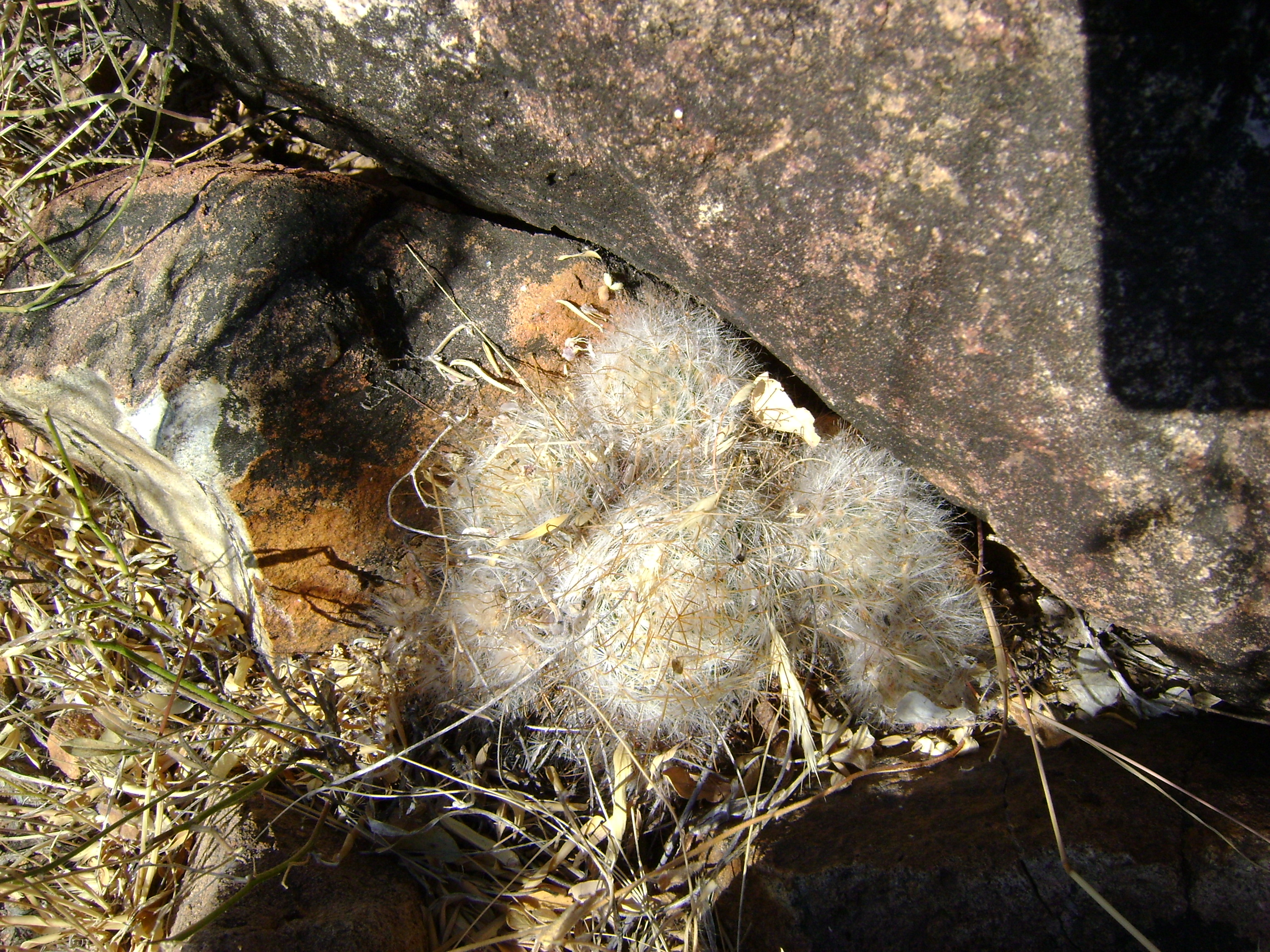
Crecimiento en grupo

Las flores tienen forma de campana o de embudo y son de color púrpura más o menos brillante. Miden hasta 4 cm de largo y alcanzan un diámetro de 7 cm. Los frutos son casi esféricos, de color rojo claro o blanco amarillento y crecen hasta 0,8 cm de largo.

## Distribución y hábitat
El área de distribución nativa de esta especie es México (concretamente en los estados de Durango, Coahuila y Nuevo León) y crece principalmente en biomas desérticos o de matorrales secos.

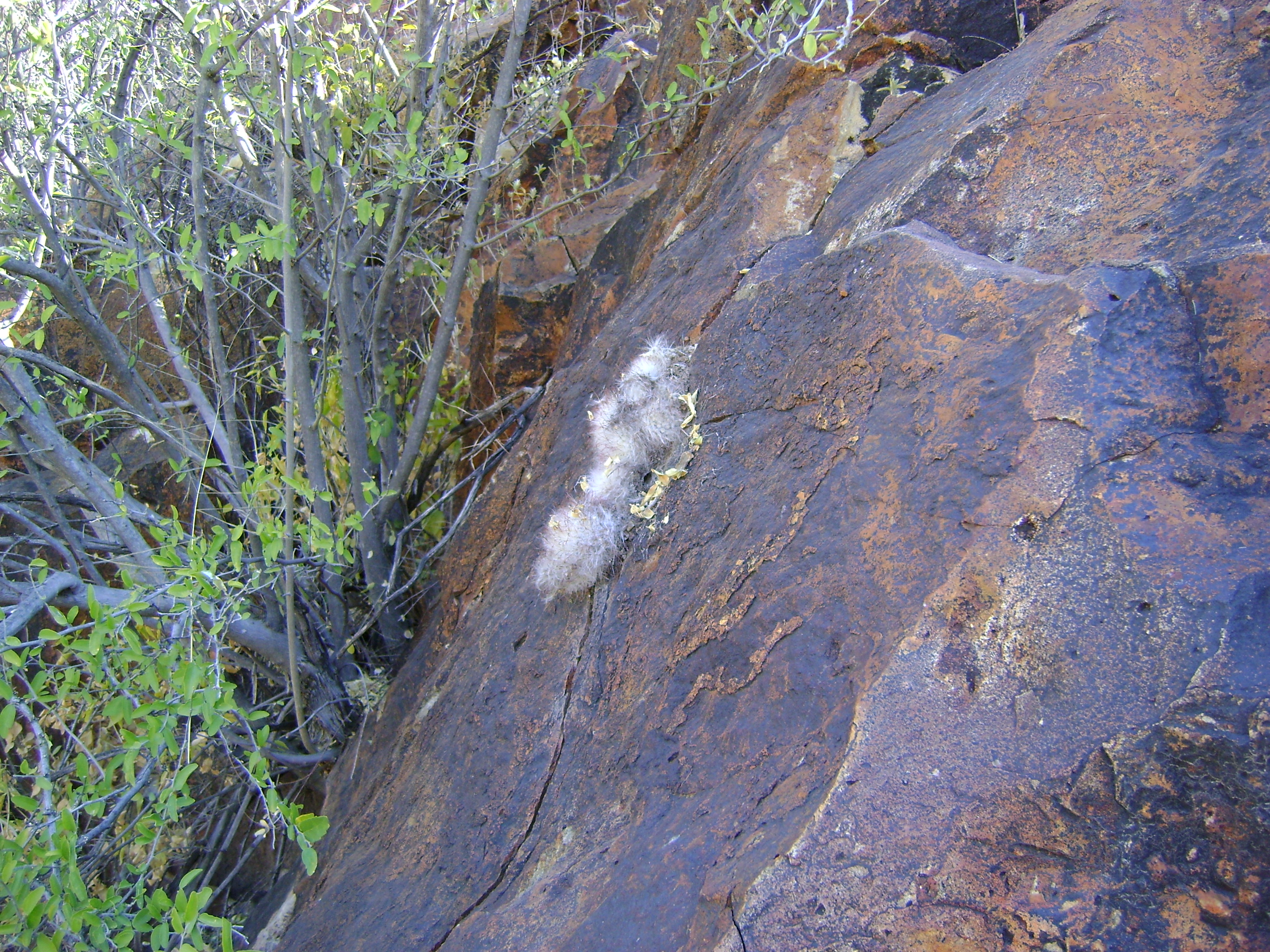
Planta en su hábitat

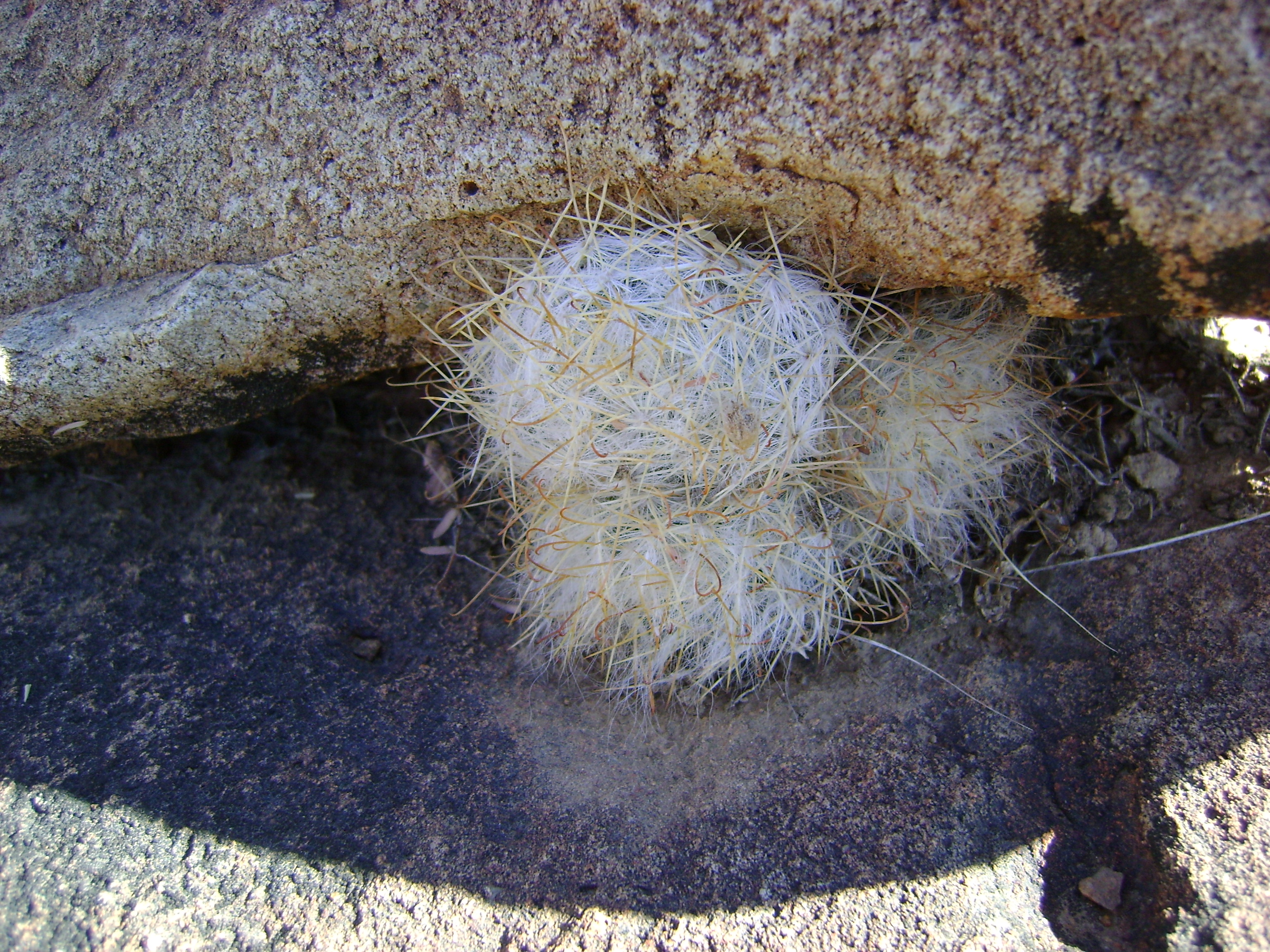
Crecimiento en roca

Su hábitat natural son los desiertos cálidos y las cimas de las montañas cubiertas de hierba, creciendo en afloramientos rocosos a elevaciones de 1300 a 1700 metros sobre el nivel del mar. 

## Taxonomía
La primera descripción de esta especie fue como Mammillaria guelzowiana, publicada en 1928 por el botánico alemán Erich Werdermann en la revista cientíica Zeitschrift für Sukkulentenkunde 3: 356.
Posteriormente, los botánicos Peter B. Breslin y Lucas C. Majure colocaron la especie en el género Cochemiea, pasando a llamarse Cochemiea guelzowiana y anotando estos cambios en la revista científica Taxon 70: 319 en el año 2021.
Etimología
- Cochemiea: nombre genérico que hace referencia a la tribu indígena Cochimí, que en el pasado ocupó un gran territorio de Baja California y cuya área es parte del área de distribución natural de este género.
- guelzowiana: epíteto específico otorgado en honor al coleccionista de cactus alemán Robert Gülzow de Berlín.[6]

Sinonimia
- Bartschella guelzowiana (Werderm.) Doweld (2000)
- Krainzia guelzowiana (Werderm.) Backeb. (1951)
- Krainzia guelzowiana var. comocephala Y.Itô (1981)
- Mammillaria guelzowiana Werderm. (1928)
- Mammillaria guelzowiana var. robustior R.Wolf (1986)
- Phellosperma guelzowiana (Werderm.) Buxb. (1951)

## Estado de conservación
En la Lista Roja de Especies Amenazadas de la UICN, la especie está clasificada como de “Preocupación Menor (LC)”.

## Usos

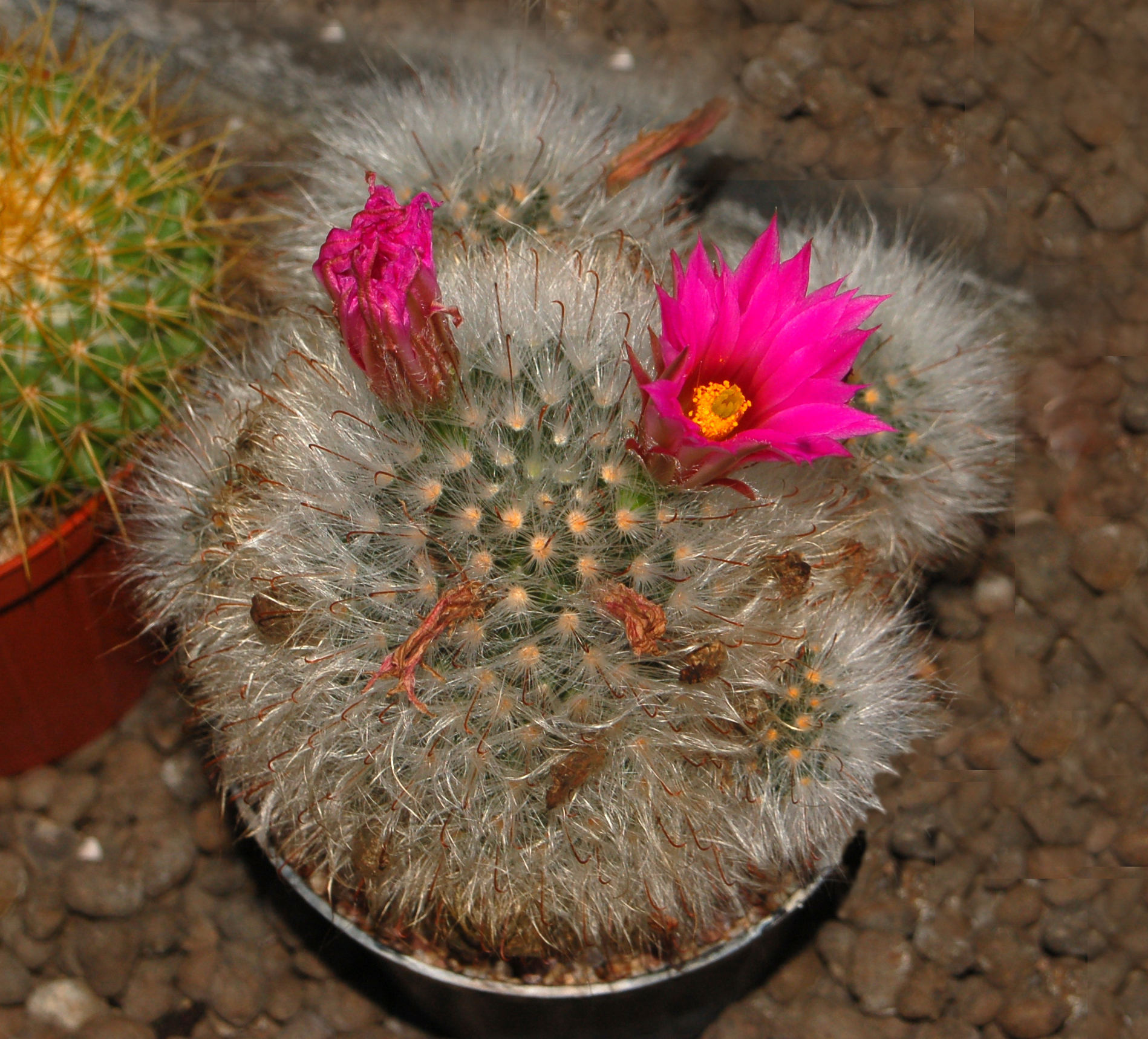
Cultivo en maceta

Se cultiva principalmente como planta ornamental y su propagación se realiza a través de esquejes o semillas.

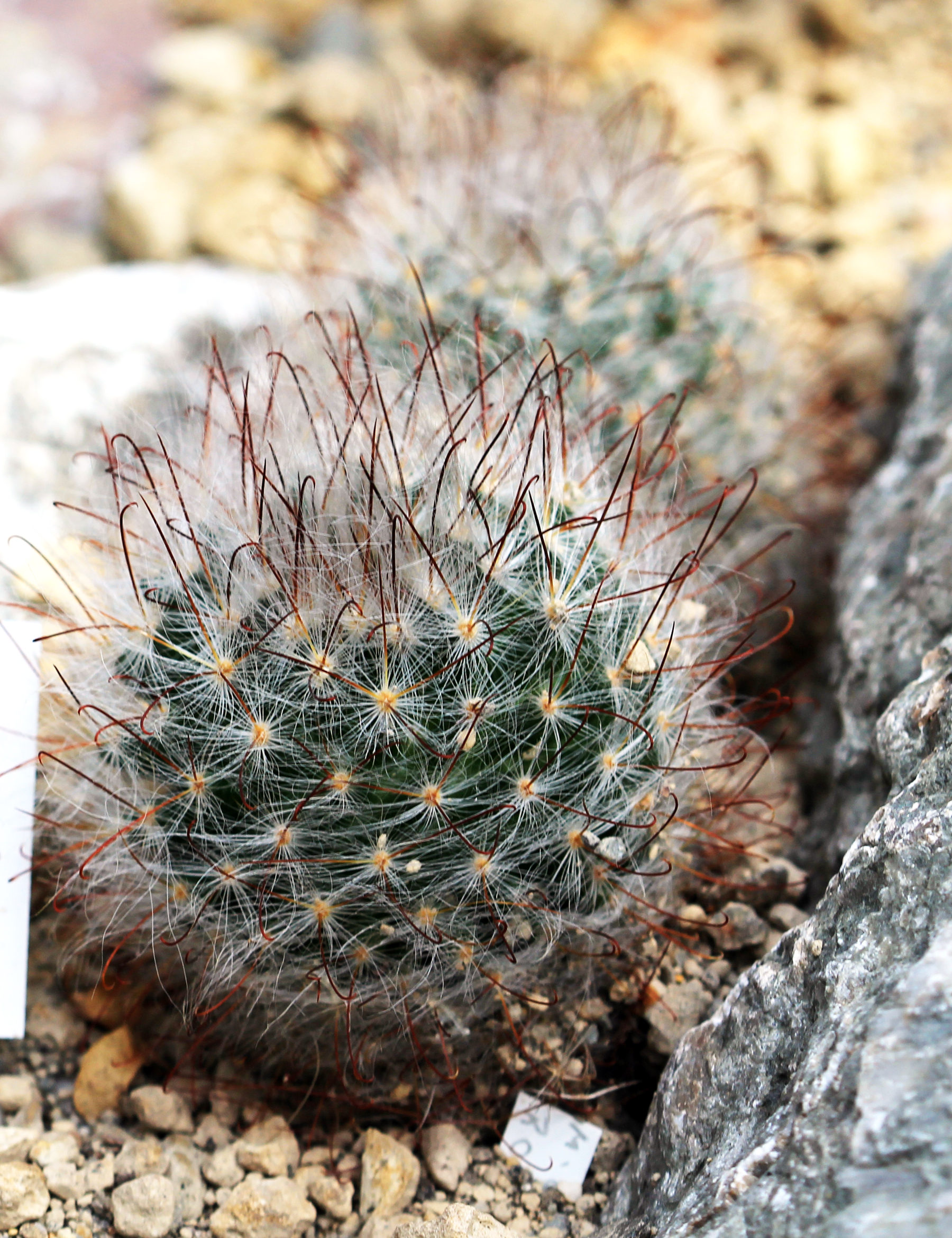
Plántula